# Poul Lübcke
Poul (Otto) Lübcke (født 22. juli 1951; død 19. marts 2020) var en dansk filosof. Han studerede filosofi i København, Freiburg im Breisgau, Heidelberg og Leuven. Han blev mag.art. på en afhandling om Edmund Husserl og Martin Heidegger i 1978. I løbet af 1980'erne og 1990'erne underviste han på Folkeuniversitetet, RUC og CBS. Fra 1998 som lektor i filosofi på Københavns Universitet.

Han er især kendt for filosofiudgivelser på Politikens Forlag, blandt andet som hovedredaktør af Politikens filosofileksikon (1982/2010) og Vor tids filosofi 1-2 (1982), samt andre populærudgivelser sammen med kollegaen Finn Collin.
Sagt om Poul Lübcke:

”Enhver akademiker ved, at det er utaknemmeligt at bidrage til opslagsværker. Belønningen kan ikke på nogen måde måle sig med fordringerne. Det kræves, at man kondenserer hele sin professionelle indsigt på ganske få linjer, og den kollegiale prestige og faglige tilfredsstillelse for veludført arbejde er begrænset. Hvordan nogen nogensinde derfor kan få den idé at springe alle mellemhandlerne over og give sig i kast med egenhændigt at skrive et helt leksikon alene, går over min forstand. Når det så oven i købet lykkes må det aftvinge udelt beundring og respekt.” (Jes Fabricius Møller).
Lübcke skrev bøger om metafysik, tidsbegrebet og tysk filosofi, samt en lang række artikler om Søren Kierkegaard. Lübcke udmærkede sig ved at læse Kierkegaards filosofiske værker med den analytiske filosofis metoder, en tilgang der passede sig godt til Kierkegaards logisk-dialektiske maskespil i de pseudonyme skrifter, der udgør flertallet af de kierkegaardske filosofiværker.
Ambitionen siden 1980'erne om at skrive en Kierkegaardbog med analytiske briller blev dog aldrig aktualiseret. I 2020 døde Lübcke under en operation imod en kræftsygdom.